# Агаев, Вилаят Гаджиали оглы
Вилаят Гаджиали оглы Агаев (азерб. Vilayət Hacıəli oğlu Ağayev, род. 1971) — азербайджанский борец греко-римского стиля, участник летних Олимпийских игр 1996 года в Атланте.

## Биография
Вилаят Агаев родился 5 декабря 1971 года. Борьбой начал заниматься в 1985 году под началом тренера Али Алиева. В 1994 году выступил на чемпионаре мира в Тампере, где занял 6-е место в весовой категории до 57 кг. В 1995 году принял участие на чемпионате Европы в Безансоне и занял 6-е место на I Всемирных военных играх в Риме.
В 1996 году Захидов занял 7-е место на чемпионате Европы в Будапеште. В этом же году принял участие на летних Олимпийских играх в Атланте. В весовой категории до 57 кг Агаев в первой же схватке в 1/16 финала проиграл с минимальным счётом бронзовому призёру Игр-1992 Шэн Цзэтянь из Китая. В первой утешительной схватке он одолел борца из Польши Станислава Павловски, в следующей победил армянского борца чемпиона мира 1993 года Агаси Манукяна, но затем уступил кубинцу Луису Сармиенто и завершил Игры.
В 1997 году Агаев принял участие на чемпионате Европы в Коувола и занял 4-е место на чемпионате мира во Вроцлаве. В 1998 году занял 7-е место на чемпионате Европы в Минске.
В 1999 году Агаев стал 6-м на II Всемирных военных играх в Загребе, а также выступил на чемпионате мира в Афинах. В феврале же 2000 года неудачно завершил Олимпийский квалификационный турнир в Ташкенте.